# Геолокација
Геолокација је идентификација географске локације неког објекта нпр. радара, мобилног телефона, рачунара.

## Читање осетљиво на полажај
Веб сајтови који користе прегледавање осетљиво на положај ће Вас питати где се налазите тако да Вам понуде корисније инфомрације, или да Вам уштеде време при претрази. Рецимо да тражите италијански ресторан у Вашој близини. Веб сајтови ће Вас питати где се налазите, тако да само тражење италијанског ресторана даје резултате који Вам требају; нећете морати да унесете ништа више.
Или, ако желите упутства како да донекле стигнете, веб сајт ће већ знати одакле крећете тако да ће бити довољно да назначите где желите да стигнете.

## Начин рада
Када посетите сајт који уме да обрађује локације, претраживач ће Вас питати да ли желите да објавите где се налазите.
Ако се сагласите, фајерфокс ће сакупити податке о Вашем положају помоћу оближњих приступа бежичним мрежама и анализе ваше интернет адресе. Фајерфокс затим шаље ове податке добављачу геолокацијских података (Гугловим услугама за лоцирање, Google Location Services) како би проценио Ваш положај. Процењени положај се затим шаље веб сајту који га је захтевао.
Ако се не сагласите, претраживач неће урадити ништа.

### Прецизност
Прецизност умногоме зависи од тога где се налазите. На неким местима, наши добављачи услуга могу да Вас пронађу до на тачност од неколико метара. На другим местима, тачност ће бити мања. Сви положаји које процени добављач услуге су само процене, и не можемо гарантовати њихову прецизност. Молимо да податке о локацији не користите у хитним случајевима. Увек се служите здравим разумом.

### Приватност
Када посетите страну која тражи Ваше податке, бићете питани пре него се било какве информације пошаљу сајту или било ком добављачу услуга.
Изворно, претраживач користи гуглове услуге за лоцирање тако што шаље:
- Интернет адресу Вашег рачунара,
- податке о оближњиим бежичним мрежама, и
- случајно генерисани идентификатор клијента, који истиче сваке две седмице.

Гуглове услуге локализације затим допремају процењени гео-положај (географску ширину и дужину). 
Подаци се размењују преко шифроване везе како би Ваша приватност била заштићена. Када је претраживач једном добио Ваш положај, он га прослеђује веб сајту који га је потражио. Име или адреса сајта којег посећујете, као ни колачићи, се никада не шаљу Гугловим услугама